# Andreas Vangstad
Andreas Vangstad (Kristiansand, 24 de marzo de 1992) es un ciclista noruego que fue profesional entre 2014 y 2019.
El 2 de noviembre de 2019 anunció su retirada a los 27 años edad tras seis temporadas como profesional.

## Palmarés
2014
- 3.º en el Campeonato de Noruega Contrarreloj

2015
- Tour de Fyen
- 1 etapa del Tour de Noruega
- 2.º en el Campeonato de Noruega Contrarreloj

2016
- Sundvolden G. P.
- 3.º en el Campeonato de Noruega Contrarreloj

2017
- 2.º en el Campeonato de Noruega Contrarreloj
- 1 etapa del Trofeo Joaquim Agostinho